# Epinotia pusillana
Epinotia pusillana là một loài bướm đêm thuộc họ Tortricidae. Nó được tìm thấy ở Pháp to Ba Lan và Phần Lan.
Sải cánh dài 11–13 mm. Con trưởng thành bay vào tháng 6 và tháng 7 in Germany và in tháng 7 và tháng 8 in Ba Lan.
Ấu trùng ăn Abies alba. They mine the needles of the host plant.